# シュテファン・ゲオルゲ

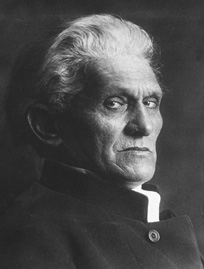
シュテファン・ゲオルゲ

シュテファン・アントン・ゲオルゲ（Stefan Anton George、1868年7月12日 - 1933年12月4日）は、ドイツの詩人。ドイツ詩における象徴主義を代表する人物である。

## 生涯
1868年、ライン川湖畔のビューデスハイム（現ビンゲン・アム・ラインの一部）に生まれる。父は旅館業、のち葡萄酒の仲買人であり、経済的には恵まれた環境で育った。ダルムシュタットのギムナジウムに学び、この頃から詩作を試みる。ギムナジウム卒業後はすぐには大学へ行かず、1年ほどスイス、イタリア、パリ、スペイン各地を放浪。パリ滞在中マラルメに会い、象徴主義的詩風を確立する上で多大な影響を受けた。ベルリン大学で学んだ後1902年に『芸術草紙』を創刊、芸術至上主義に共感するフーゴ・フォン・ホーフマンスタールなどの同志が集まりゲオルゲ派とも呼ばれた。

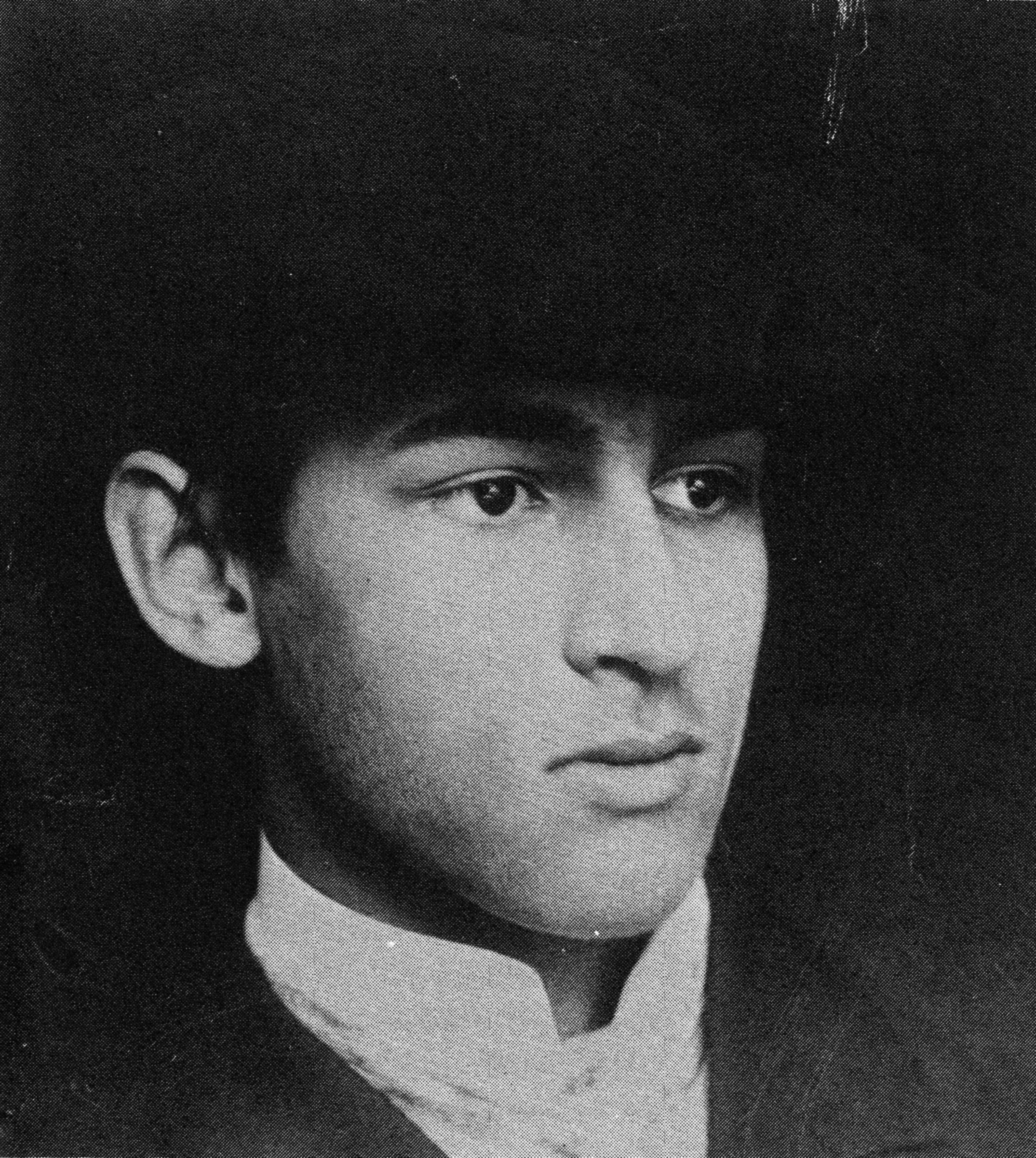
マクシミリアン・クローンベルガー

1902年に当時14歳の美少年マクシミリアン・クローンベルガーを知る。1904年に髄膜炎のため急死したこの青年は「マクシミーン」という名で神格化され、彼の詩の中に登場している（例としては、1907年に出版された『7つ目の輪』が知られる）。
生涯にわたり定住せず、ヨーロッパ各地を放浪する生活を送った。ウィーンではカフェ・グリーンシュタイドルにも顔を出した。カフェ・グリーンシュタイドルは、1847年に開店し、文芸サークル「青年ウィーン」の詩人や作家がここに集まり、定期的に会合を開いたカフェ・ハウスである。それは、アルトゥール・シュニッツラー、リヒャルト・ベーア＝ホフマン、上述のホーフマンスタールといった面々であった。
よく知られている詩集に『魂の四季』（1897年）、『生の絨毯』（1900年）などがある。

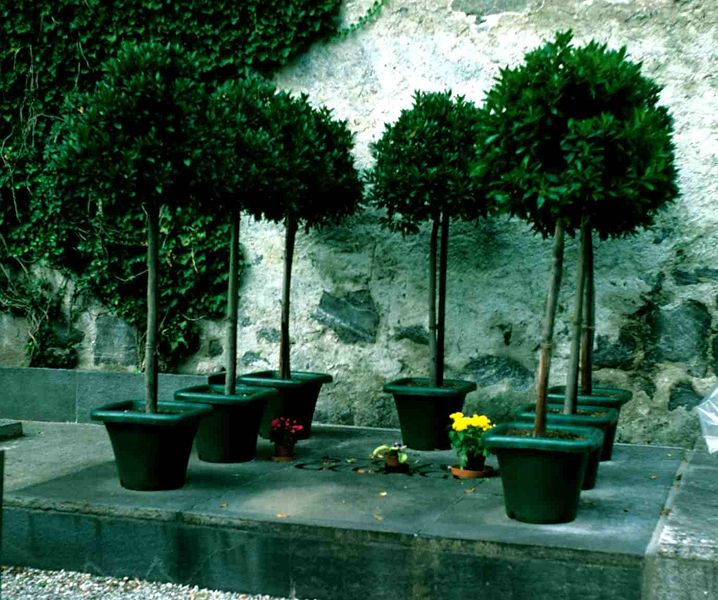
ミヌージオにあるゲオルゲの墓

1921年にゲオルゲは「救いの手のばす唯一の者を生み出す」時代を予言したが、それは当時、瀰漫していた気分を実現したものだった。そして彼はこの男の為すべきことを続けて描いているが、これは後のヒトラー及びナチス・ドイツの出現を予言する様な内容となっている。
偉大がまた偉大となり　主がまた主に　掟がまた掟となる
永遠なる正義の国に　迷える者を　鞭もて　彼はつれゆく
真の象徴を　民族の旗に結び　嵐と　暁のおそろしき指標のうちを
真昼の業へ　忠誠の群を彼は導く
そしてそこに　彼は新しき帝国の礎をおく
1907年の彼の旧い詩はヒトラーの初期のヴィジョンのように感じられる。
その人　その行い　と民と上つかたは憧れる
それが汝らの食卓についた者と思うな
おそらく長年汝らの殺人者の間に混じり　汝らの獄屋に眠れし者
彼が立ち上がり　その行いを行うだろう
また「真の象徴」、つまり鉤十字（無論、反ユダヤ主義的な特別な意味はなしに）は既に以前からゲオルゲの著作を飾っていた。
1933年に政権を執ったナチスはゲオルゲの選民的とも見える思想を利用しようとしたが、ゲオルゲはそれを避けるようにドイツを去り、同年12月にスイスのロカルノで病没した。ロカルノ近郊のミヌージオに埋葬された。弟子の一人に後にアドルフ・ヒトラー暗殺計画の首謀者となったクラウス・フォン・シュタウフェンベルク伯爵がいる。
彼の詩には、アルノルト・シェーンベルク（『架空庭園の書』、『弦楽四重奏曲第2番』）、アルバン・ベルク（『抒情組曲』、『ぶどう酒』）、アントン・ヴェーベルン（『軽い小船に乗って逃げ出せ』、歌曲集作品3、4）などの作曲家が曲を付けている。

## 日本語訳
- ゲオルゲ詩集（手塚富雄訳、岩波文庫、1972年）、度々再版
  - 元版「ホーフマンスタール／ゲオルゲ　世界名詩集 8」手塚富雄・富士川英郎・大山定一訳（平凡社、1968年）
- ゲオルゲ全詩集（富岡近雄訳、郁文堂、1994年）
- 生の絨毯（ゲオルゲ研究会訳、東洋出版、1993年）
- 魂の四季（西田英樹訳、東洋出版、1993年）